# Lindsaea flabellulata
Lindsaea flabellulata là một loài dương xỉ trong họ Lindsaeaceae. Loài này được Dryand. mô tả khoa học đầu tiên năm 1797.
Danh pháp khoa học của loài này chưa được làm sáng tỏ. 